# 香港教会尖沙咀聚会所
香港教會尖沙嘴聚會所是香港地方教會的聚會所，位于香港九龙尖沙咀天文台道5号。

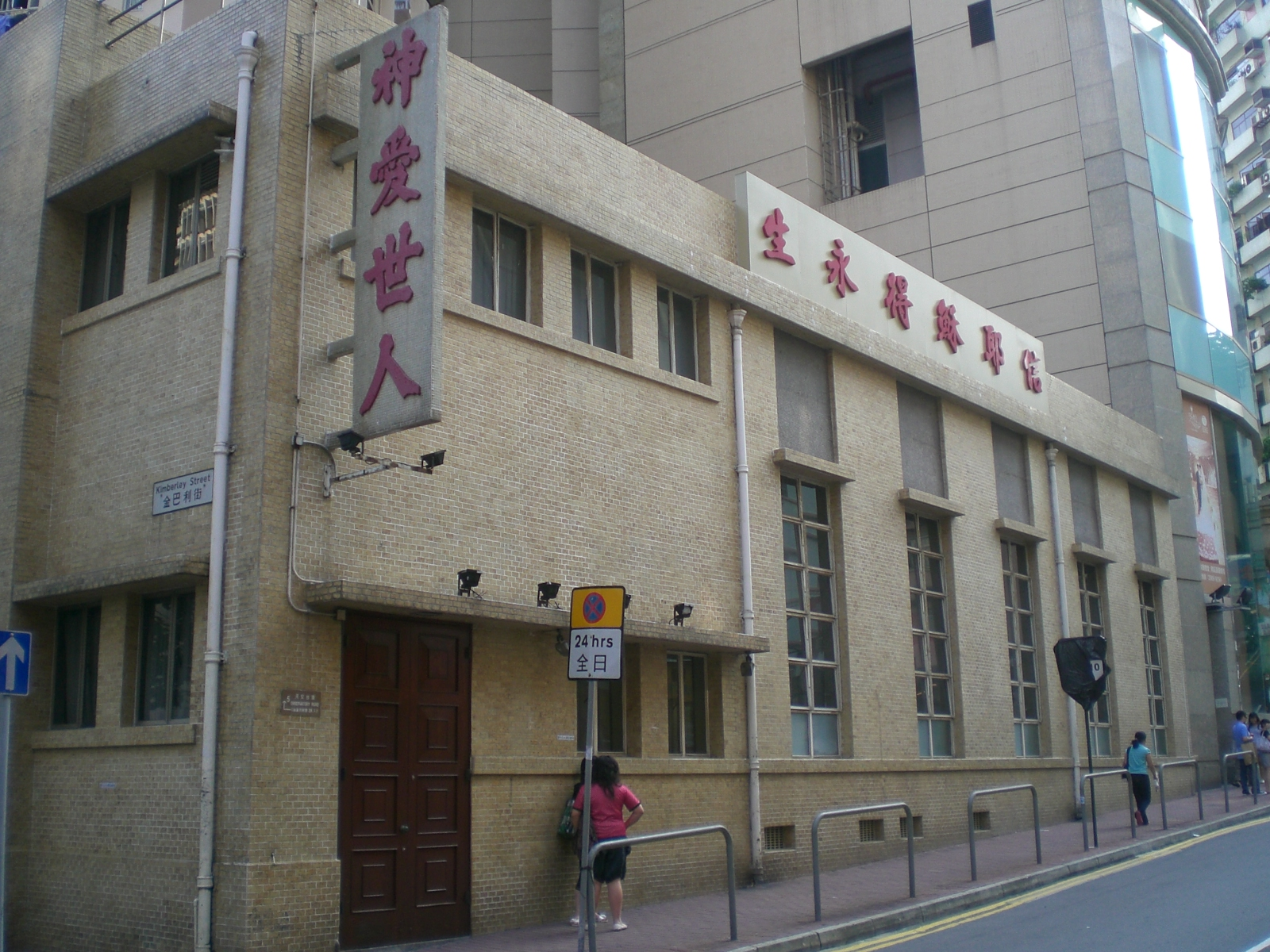
天文台道與金巴利街交界的香港教會聚會所（基督徒管家）

## 歷史
1937年，倪柝聲在主面前覺得有引導，盼望廣東能有主見證的開始；於是他與同工們交通，盼望有幾個人到廣州去。於是，陸忠信、魏光禧和江守道三位弟兄，以及張耆年、黃若琛兩個姊妹，就往廣州，未幾又到了天津。在天津開工期間，遇見了一位香港合一堂的會友，關十姑，她在一次的佈道會中清楚得救了，然後回香港。過了幾個月陸忠信和魏光禧也到了香港，與關十姑一起傳福音，信主的人不少，繼而在關十姑的幫助下，這數十位信徒，就借用了在九龍灣的民生書院，開始香港地方教会的聚会。約兩個多月後，江守道到了香港，魏光禧就去了雲南昆明。陸忠信也往星加坡去。之後，聚會從民生書院又遷到深水埗欽州街、再後，遷到石硤尾街，過了些時後就遷到佐敦道7號。
1949年，倪柝聲安排陳則信到香港。1950年1月，倪柝聲來香港带领復興聚會，信徒大幅增加，於是設立香港教會的5位長老：陳則信、魏光禧、曲子元、許駿卿、鄭謙原，又安排弟兄們在九龍尖沙咀天文台道購地興建聚會所（會所大約建於1950年底至1951年）。

### 第一次分裂
1955年以後，香港教會内部，因李常受傳講的道理，開始出現不和諧。魏光禧跟從李常受，1960年，陳則信向信徒指出李常受所傳講的：三一神論；惟一教會論；不合乎聖經真理。又以基督為受造，更是曲解歌羅西書1章15節、乃亞流派異端。再者，各地方教會應是按聖經真理各自向主負責。

1970年，李常受與張晤晨從台北到香港宣道，並帶着一班原在新蒲崗聚會的年輕人，進到尖沙咀天文台道會所要開特會。一批不贊同李、張二人講論的信徒見狀，就也進入會場，雙方一度發生執拗、混亂，直到魏光禧弟兄報警，警察到達後才被勸止。

此後，香港教會分裂為兩部分，並為爭論使用天文台道會所而鬧上法院，在等候判决期間雙方共同使用該處會場，分開時段各自聚會。其後在法官勸喻下雙方接受庭外和解，陳則信等人同意退出，並讓李派使用天文台道會所，外出另行聚會。陳則信带領了一批信徒另外聚會，名為「基督徒聚會所」，並創辦「基督徒報」，繼續為真道爭辯，後設立「基督徒出版社」。

### 第二次分裂
1991年6月4日，香港教會封志理等長老及負責弟兄，因故發表公開聲明反對李常受，離開「主的恢復的道路」，並獲得當時在天文台道5號會所聚會的香港教會大部分信徒（約有1,500人）支持。

少數信徒（約有70人）選擇「繼續走主恢復的道路」，就離開天文台道5號的會所，自1994年10月起另覓地方擘餅聚會。

## 現況
经过两次分裂，目前香港教会三派分别陸續在各区增设多个聚會所，均在尖沙咀设有一个聚会所：
1. 香港教會（後稱香港召會）：尖沙咀金巴利道25號長利商業大廈16字樓
2. 香港教會─教會聚會所（基督徒管家）：九龍尖沙嘴天文臺道5號
3. 基督徒聚會所：尖沙咀金巴利街7-11號安聯大廈3樓